# Campionati mondiali di bob 1960
I Campionati mondiali di bob 1960, diciannovesima edizione della manifestazione organizzata dalla Federazione Internazionale di Bob e Skeleton, si sono disputati a Cortina d'Ampezzo, in Italia, sulla Pista olimpica Eugenio Monti, il tracciato sul quale si svolsero le competizioni del bob ai Giochi di Cortina d'Ampezzo 1956 e le rassegne iridate maschili del 1937 (unicamente nel bob a due), del 1939 (soltanto nel bob a quattro), del 1950 e del 1954 in entrambe le specialità. La località italiana ha ospitato quindi le competizioni iridate per la quarta volta nel bob a due uomini e nel bob a quattro.
Nella stagione si svolsero anche i Giochi di Squaw Valley 1960 ma non essendo stato incluso il bob nelle gare olimpiche, in sua sostituzione si sono disputati i campionati mondiali (solitamente non presenti negli anni olimpici).
L'edizione ha visto dominare l'Italia che si aggiudicò entrambe le medaglie d'oro e una di bronzo sulle sei disponibili in totale, lasciando alla Germania Ovest i due argenti e alla Svizzera un bronzo. I titoli sono stati infatti conquistati nel bob a due uomini da Eugenio Monti e Renzo Alverà e nel bob a quattro dagli stessi Monti e Alverà con i compagni Furio Nordio e Sergio Siorpaes.

## Risultati

### Bob a due uomini
La gara si è disputata nell'arco di quattro manches nei giorni 23 e 24 Gennaio
| Pos. | Atleti                                  | Nazione           | Tempo   |
| ---- | --------------------------------------- | ----------------- | ------- |
|      | Eugenio Monti Renzo Alverà              | Italia II         | 5:17.54 |
|      | Franz Schelle Otto Göbl                 | Germania Ovest I  | 5:18.66 |
|      | Sergio Zardini Luciano Alberti          | Italia I          | 5:18.94 |
| 4    | Stanley Benham Charles "Chuck" Pandolph | Stati Uniti I     | 5:19.00 |
| 5    | Hans Zoller Werner Thurnherr            | Svizzera II       | 5:21.00 |
| 6    | Paul Aste Heinrich Isser                | Austria II        | 5:22.14 |
| 7    | Hans Rösch Hans Baumann                 | Germania Ovest II | 5:22.85 |
| 8    | Fred Fortune Gary Sheffield             | Stati Uniti II    | 5:24.50 |

### Bob a quattro
| Pos. | Atleti                                                     | Nazione        | Tempo |
| ---- | ---------------------------------------------------------- | -------------- | ----- |
|      | Eugenio Monti Furio Nordio Sergio Siorpaes Renzo Alverà    | Italia         |       |
|      | Hans Rösch Alfred Hammer Theodore Bauer Albert Kandlbinder | Germania Ovest |       |
|      | Max Angst Hansjörg Hirschbühl Gottfried Kottmann René Kuhl | Svizzera       |       |

## Medagliere
| Posizione | Nazione        | Oro | Argento | Bronzo | Totale |
| --------- | -------------- | --- | ------- | ------ | ------ |
| 1         | Italia         | 2   | 0       | 1      | 3      |
| 2         | Germania Ovest | 0   | 2       | 0      | 2      |
| 3         | Svizzera       | 0   | 0       | 1      | 1      |
| Totale    | Totale         | 2   | 2       | 2      | 6      |